# Вероніка зозулинцева
Вероніка зозулинцева, вероніка орхідна (Veronica orchidea) — вид рослин родини подорожникові (Plantaginaceae), поширений у центральній, південній і південно-східній Європі.

## Опис
Багаторічна рослина 40–80 см заввишки. Стебла нижче суцвіття запушені простими, здебільшого загнутими вгору волосками ≈ 0.3 мм довжиною. Лопаті віночка подовжені, на верхівці відтягнуті й перекручені, верхня лопать яйцеподібно-ланцетні, 1.5–2.3(3) мм шириною, інші довгасто або лінійно-ланцетні, 0.6–1.4 мм завширшки. Віночки блідо-блакитні (при сушінні часто чорніючі). Коробочки залозисто-волосисті.
Час цвітіння: від червня до вересня. 

## Поширення й екологія
Поширений у центральній, південній і південно-східній Європі.
В Україні зростає на лісових галявинах, відкритих схилах — у Закарпатті, Прикарпатті, Волинської та Правобережного Лісостепу.